# John Wayne
John Wayne [ˌdʒɒn ˈweɪn Amer ˌdʒɑːn]IPA, rodným jménem Marion Robert Morrison ([ˈmæriən ˈrɒbət ˈmɒrɪsən Amer ˈrɑːbərt ˈmɔːrɪsən]IPA; 26. května 1907, Winterset, Iowa, USA – 11. června 1979, Los Angeles, Kalifornie, USA) byl americký filmový herec, režisér a producent. Hrál ve válečných filmech, westernech, dobrodružných historických filmech a romantických komediích. V roce 1970 obdržel Oscara za herecký výkon ve filmu Maršál. Roku 1999 jej Americký filmový institut zařadil mezi největší filmové legendy.

## Začátky a herecká kariéra

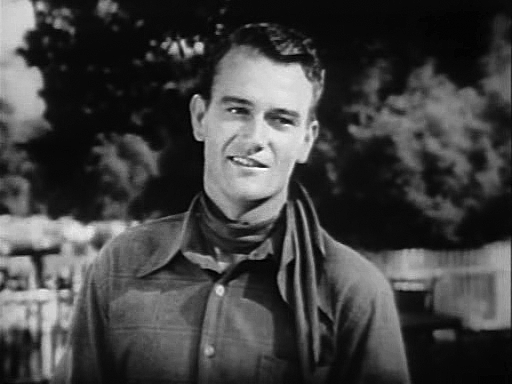
Riders of Destiny (1933)

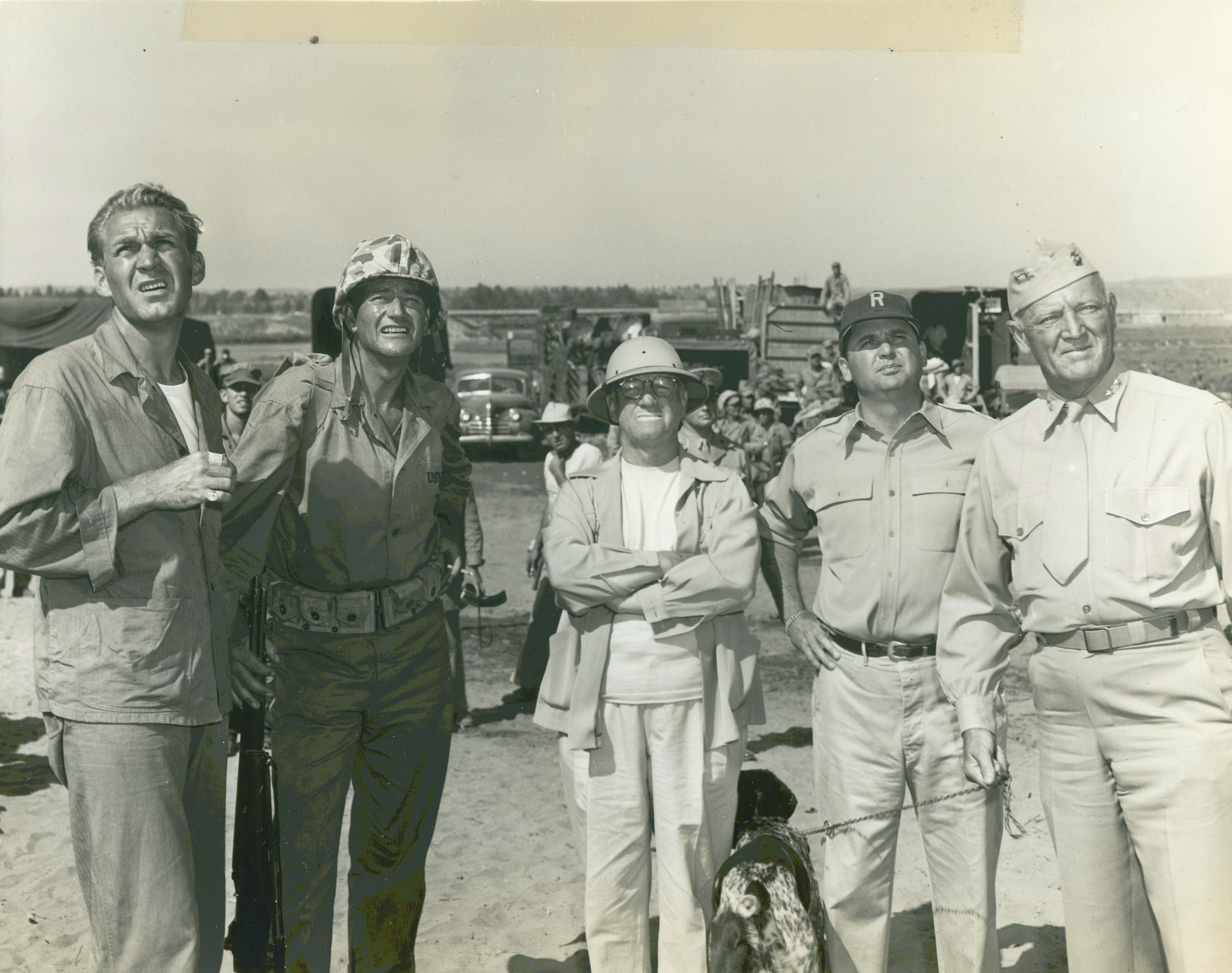
Při natáčení Sands of Iwo Jima (1949)

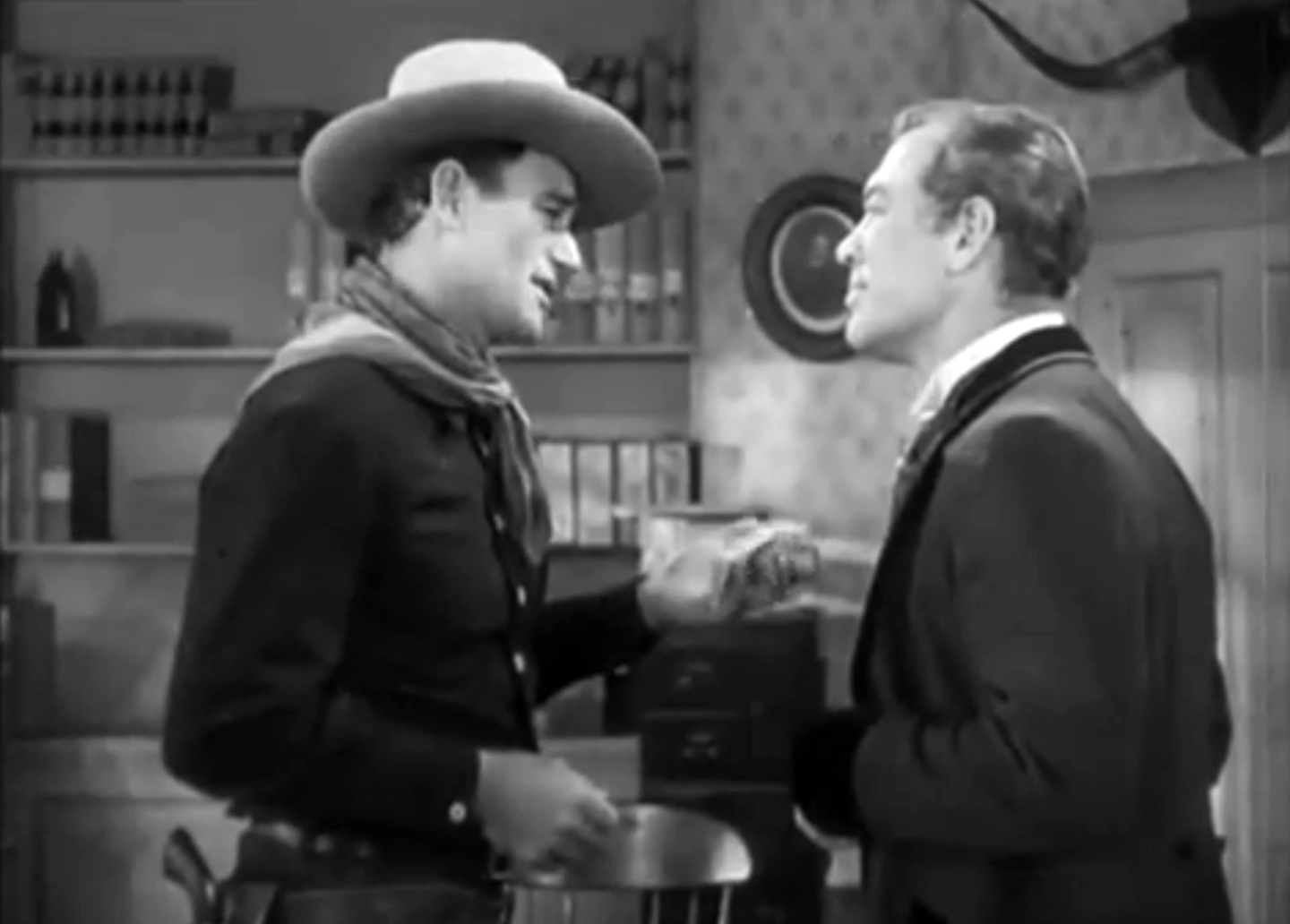
John Wayne a Ward Bond v Tall in the Saddle (1944)

Marion Robert „Duke“ Morrison pocházel z chudých poměrů. Narodil se v Iowě, ale roku 1916 se rodina přestěhovala do Glendale v Kalifornii, kde Duke v roce 1921 nastoupil na Glendale High School. Léta 1925 získal sportovní stipendium na University of South California na práva, ale o stipendium po dvou letech kvůli zranění přišel a musel univerzitu opustit. Sehnal si místo ve filmovém studiu Fox Film, kde se vzhledem ke své atletické postavě (měřil 193 centimetry) zpočátku uplatnil jako pomocná síla, později jako kaskadér.
První velkou roli mu nabídl režisér Raoul Walsh ve výpravném westernu Big Trail (1930). Při této příležitosti dostal Duke Morrison nové jméno: John Wayne (ještě v roce 1971 v rozhovoru uvedl: „Trvalo mi dlouho, než jsem si na ně zvykl. A pořád neslyším, když na mě někdo zavolá Johne“). Snímek v kinech neuspěl, ale Wayne se uchytil v nízkonákladových westernech a za osm let účinkoval v šedesáti filmech. „Bylo to období velké hospodářské krize. Když člověk potřeboval práci, jednoduše udělal, co se mu řeklo,“ vzpomínal Wayne později. „Pracovní den trval dvanáct až dvacet hodin. Nenajímali si vás proto, abyste hráli, požadovali jenom výdrž. Nesměli jste to prostě vzdát.“ V roce 1939 ho režisér John Ford obsadil do westernu Přepadení (Stagecoach). Film získal dva Oscary a role Ringo Kida znamenala průlom ve Waynově kariéře.
 Ve 40. letech hrál Wayne v řadě romantických a dobrodružných filmů, jako byly například The Spoilers (Kazisvěti, 1942) s Marlene Dietrichovou, A Lady Takes a Chance (1943) s Jean Arthurovou nebo DeMillův výpravný epos Reap the Wild Wind (Karibští piráti, 1942). Úspěch zaznamenal ve válečných filmech Flying Tigers (1942), Back to Bataan (Zpátky do Bataanu, 1945) a They Were Expendable (Byli obětováni, 1945). Za postavu seržanta Johna Strykera v Sands of Iwo Jima (V píscích Iwo Šimy, 1949) obdržel nominaci na Oscara. Šťastnou ruku měl Wayne i při výběru westernů; ve filmu Červená řeka (1948) režiséra Howarda Hawkse vytvořil další modelovou postavu klasického westernu. Následoval první a druhý díl Fordovy volné kavalerijní trilogie Fort Apache (1948) a She Wore a Yellow Ribbon (Měla žlutou stužku, 1949), natočený v exteriérech Monument Valley. Třetí díl trilogie, Rio Grande (1950), v němž hrál po boku Maureen O´Harové, Wayna definitivně zařadil mezi nejlépe placené hollywoodské hvězdy.

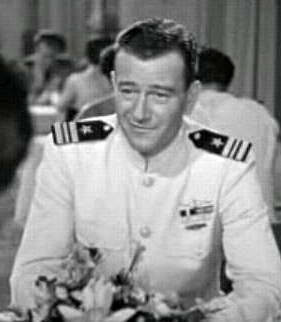
Operation Pacific (1951)

 Padesátá léta startují šňůru Waynových komerčně i umělecky zdařilých filmů. Snímky jako válečný Operation Pacific (Operace Pacifik, 1951), Fordův divácký hit The Quiet Man (Tichý muž, 1952), který parafrázuje Shakespearovu hru Zkrocení zlé ženy a přesazuje ji do Irska dvacátých let, western Hondo (1953) s prokresleným vztahem osadníků a Indiánů či Wellmanův letecký katastrofický snímek The High and Mighty (Rozbouřené nebe, 1954) udržovaly Waynovu popularitu na vrcholu. Jeho Ethan Edwards, který se v syrovém Fordově westernu The Searchers (Stopaři, 1956) vydává pomstít smrt svého bratra a jeho rodiny, se zařadil mezi stovku nejlepších hereckých výkonů dějin kinematografie a film byl označen za nejlepší americký western všech dob. V Horse Soldiers (Kavaleristé, 1959) z období americké občanské války ztělesnil Wayne unionistického plukovníka, který se vydává na riskantní misi hluboko do nepřátelského území. Postavu zásadového šerifa v Hawksově westernu Rio Bravo (1959), který se považuje za antitezi Zinnemannova snímku High Noon (V pravé poledne, 1952), odlehčil humorem charakteristickým pro pozdější westerny.
 V 60. letech následovaly westerny The Man Who Shot Liberty Valance (Muž, který zastřelil Liberty Valance, 1962) či El Dorado (1966), dobrodružný snímek Hatari! (1962) z prostředí afrického národního parku, válečný velkofilm The Longest Day (Nejdelší den, 1962) o vylodění v Normandii či snímek z konce americké občanské války The Undefeated (Neporažení, 1969). Tuto úspěšnou dekádu završila westernová komedie True Grit (Maršál, 1969), která Waynovi za postavu maršála Cogburna vynesla Oscara. Svou kariéru zakončil tou dobou už vážně nemocný herec roku 1976 filmem Střelec (Shootist).
Waynovi trvalo řadu let, než se vypracoval na vrchol, a od toho se odvíjel jeho respekt k fanouškům i věcnost, s níž bral svou kariéru. „Znám /Johna Wayna/ dobře, jsem jeho nejpilnější student,“ poznamenal. „Jak jinak? Vždyť je to taky můj hlavní zdroj obživy.“ Wayne se prosadil nejen jako herec, ale i jako režisér a producent; v 50. letech založil produkční společnost Batjac Productions, která se podílela na řadě filmů, sloužila jako líheň pro mladé talenty a umožňovala mu realizovat vlastní projekty, na jejichž platformě vyjadřoval své osobní postoje a politické názory.
Wayne drží rekord v popularitě: od roku 1950 do 1970 se pravidelně umisťoval na žebříčcích a dvakrát po sobě získal ocenění filmová hvězda desetiletí. Když roku 1994 začal ústav Harris Poll zveřejňovat desítku nejoblíbenějších filmových představitelů, Wayne byl jediný z nežijících herců, který se v žebříčku umístil, a neopustil ho ani po dvaceti letech. Navíc podle údajů z roku 2013 stále zaujímá první místo ve statistice kasovně nejúspěšnějších herců. Wayne svým prototypem hrdiny, který se nikdy nezpronevěří sám sobě, vytvořil filmovou postavu, která odolává zubu času. Jeho popularita postupně přerostla běžnou slávu filmové hvězdy a bývá považován za symbol tradičních amerických hodnot a ideálů.

## Politika

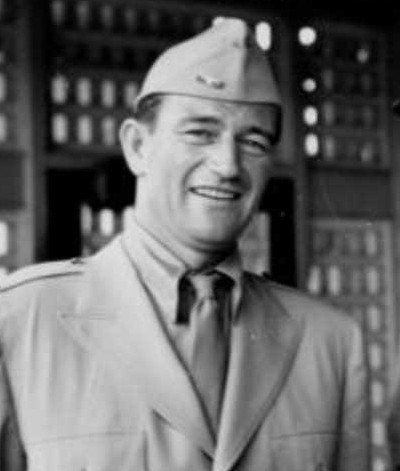
V Brisbane v prosinci 1943

John Wayne měl pověst konzervativního patriota. Když Spojené státy vstoupily do druhé světové války, zapojil se do hollywoodského válečného úsilí, podal si žádost do vojenské zpravodajské služby a absolvoval cesty po amerických vojenských základnách v Jižním Pacifiku. Přestože sám vojákem nikdy nebyl, díky svým rolím a dlouhodobé podpoře válečným veteránům se stal symbolem americké armády. Obdržel vojenské vyznamenání Iron Mike Award a ocenění Naval Heritage Award za celoživotní podporu námořnictvu. Je rovněž držitelem amerických státních vyznamenání Prezidentská medaile svobody a Zlatá medaile Kongresu.
 Wayne patřil k přesvědčeným antikomunistům, byl členem Motion Picture Alliance for the Preservation of American Ideals a podporoval Republikánskou stranu. Svými názory si v době amerických levicových bouří na přelomu 60. a 70. let 20. století získal řadu odpůrců a veřejná podpora války ve Vietnamu mu u intelektuální obce vynesla nálepku reakcionáře. On sám k tomu s nadsázkou poznamenal: „Vždycky jsem se považoval za liberála, ale ke svému nemalému údivu jsem se dozvěděl, že jsem pravicový extremista.“ Wayne „uznával vlastní soukromý kodex, který předpokládal individuální zodpovědnost a poctivost, věrnost přátelům, primární přímočaré vlastenectví a víru v americký sen podnikavosti, tvrdé práce a odměny“. Na námitku, že jeho okázalý nekritický patriotismus nejde s dobou, odpovídal: „Svou vlast mám rád i se všemi jejími chybami. Nestydím se za to, nikdy jsem se za to nestyděl a ani se stydět nebudu.“ Když v roce 1973 namluvil album America: Why I Love Her, byla nahrávka nominována na cenu Grammy za mluvené slovo; úspěch zažilo i obnovené vydání po teroristickém útoku na USA v září 2001.

## Alamo a Green Berets
Historickou fresku Alamo (1960) připravoval Wayne přes deset let. Příběh hrstky vojáků, kteří se roku 1836 postaví mnohonásobné přesile mexické armády a v boji za svobodu a nezávislost Texasu položí své životy, pojal jako výpravný hrdinský epos. „Chtěl jsem vytvořit velkolepý epický film, který by oznamoval světu: Amerika!“ vysvětlil Wayne v jednom z rozhovorů. Nechal vystavět rozsáhlé kulisy a dodatečné výdaje hradil z vlastních zdrojů. Šlo o jeden z nejdražších snímků roku, a přestože sklidil vesměs příznivé ohlasy, komerčně nesplnil očekávání. Waynova produkční společnost se ocitla na pokraji krachu a trvalo několik let, než se podařilo krizi zažehnat. Po čase výhradní práva na film odkoupilo studio United Artists. Více než tříhodinový snímek (v původní podobě trval 202 minuty, v pozdější sestříhané 167 minut) získal Oscara za zvuk a Zlatý globus za hudbu Dimitri Tiomkina.
Když se koncem 60. let rozhořela debata kolem války ve Vietnamu, Wayne se postavil na stranu armády a na protiválečnou atmosféru zareagoval snímkem Green Berets (Zelené barety, 1968), který sám produkoval, režíroval a hrál v něm jednu z hlavních rolí. Řemeslně zvládnutý film, jemuž nechybí akce, hrdinství, komický prvek ani příměs sentimentu, získal kontroverzní pověst, která ho už neopustila. Přišel do kin v červnu 1968, kdy protesty proti vietnamské válce kulminovaly, a v novinách vyvolal negativní, až osobně angažované reakce: „Film je tak neskutečný, neuvěřitelně hloupý, tak odporný a v každém detailu falešný… Je hnusný a vyšinutý“ (New York Times). Kritici ho označili za bezduchou válečnou propagandu. K tomu Wayne v jednom z rozhovorů podotkl: „Souhlasím s nimi. Je to americký film o Američanech, z nichž se stali hrdinové. V tom smyslu je to propaganda.“ Wayne, který chtěl filmem ocenit úlohu zvláštních jednotek a ke spolupráci přizval i vojenské poradce, aby prostředí vojenského tábora vykreslil co nejrealističtěji, chápal, že válka ve Vietnamu je nepopulární, ale dodává: „Proboha, která válka byla kdy populární? Ti muži přece nechtějí být ve Vietnamu o nic víc než kdo jiný. Ale když už tam jednou jste, nemůžete se tvářit neutrálně.“ Film za prvních šest měsíců vynesl 8,7 milionů dolarů a kasovně šlo o jeden z nejúspěšnějších snímků roku.

## Soukromý život a osobnost

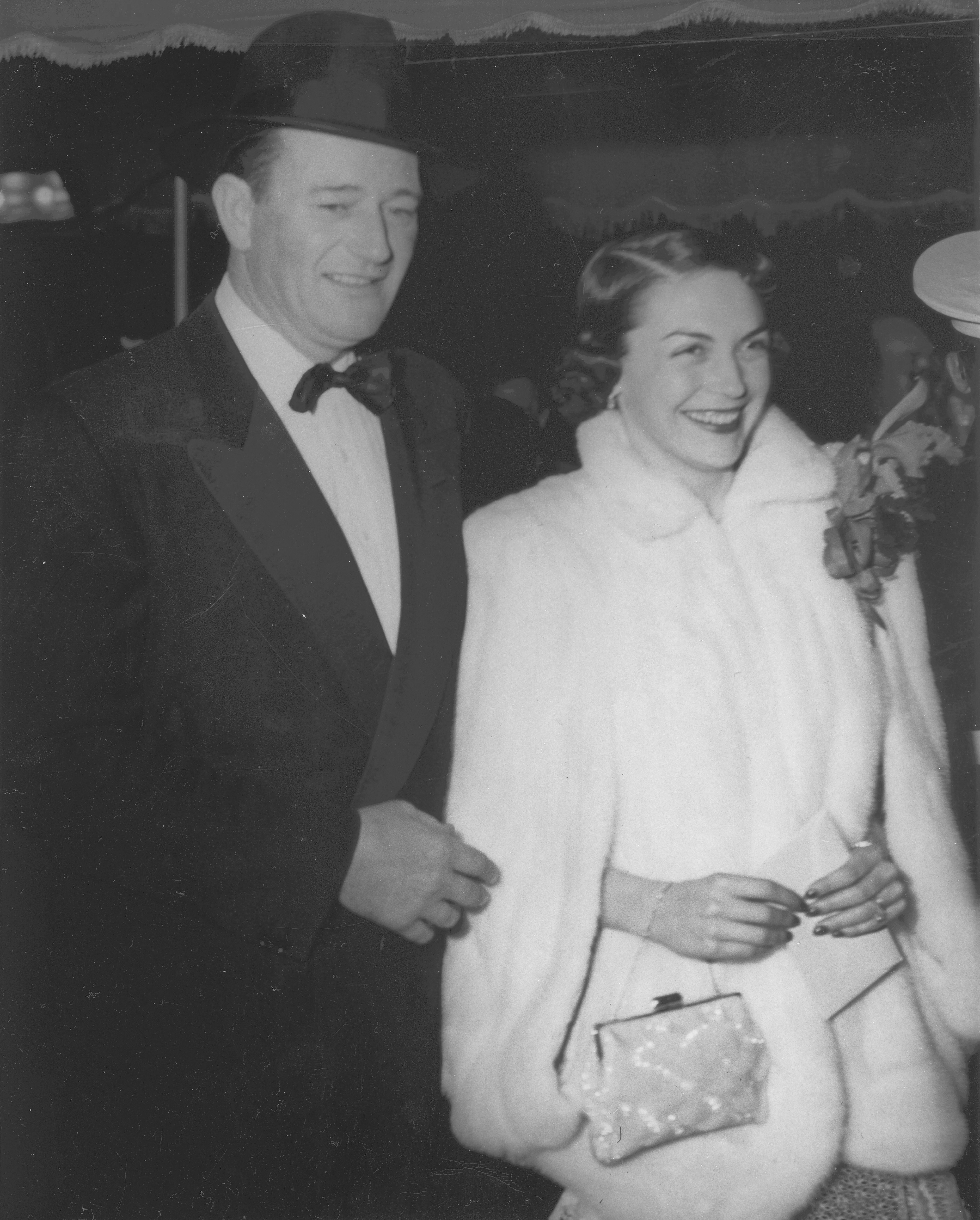
John Wayne a Esperanza Baurová při premiéře Sands of Iwo Jima (1949)

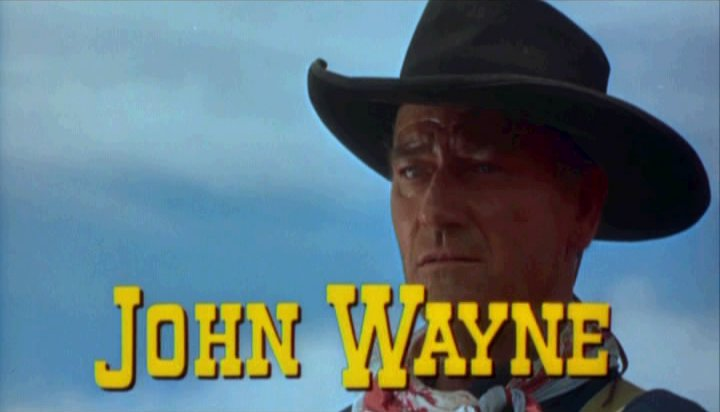
Snímek z filmu Stopaři (1956)

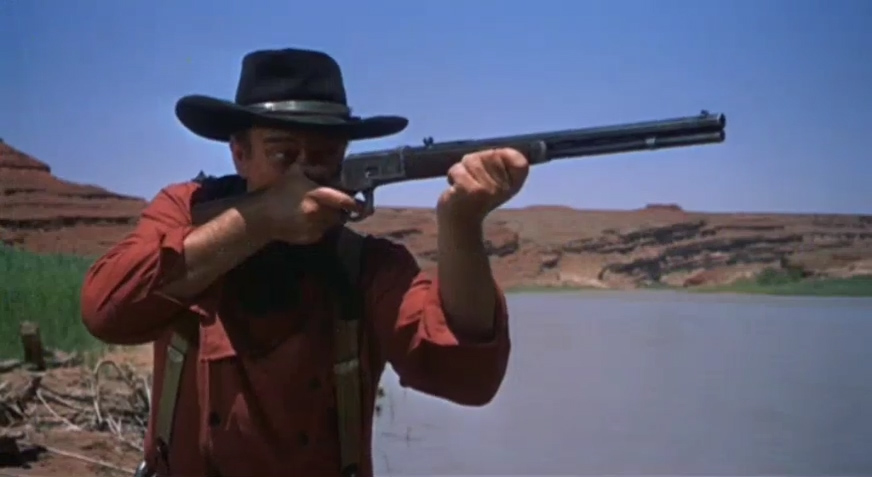
The Searchers (1956)

John Wayne byl třikrát ženatý; léta 1933 se oženil s Josephine Saenzovou (1908–2003), dcerou panamského konzula, s níž se seznámil na vysoké škole. Měli spolu čtyři děti, ale manželství nevydrželo Waynův hektický způsob života a jeho pracovní nasazení. To nakonec stálo u rozvratu i následujících manželství s mexickou herečkou Esperanzou Baurovou (1924–1961) a peruánskou herečkou Pilar Palleteovou (nar. 1928), s níž měl tři děti; po rozchodu s třetí manželkou v roce 1973 žil s Pat Stacyovou (1941–1995). Wayne se kromě herectví věnoval i podnikání, vlastnil ranč, hotel, ropné vrty a měl podíly ve firmách, které mu zajišťovaly dodatečné příjmy pro financování rozsáhlé rodiny.
Podle pamětníků byl Wayne výrazná osobnost. Proslul jako vtipný společník i loajální přítel, který ve své produkční společnosti často zaměstnával bývalé kolegy ještě z dob svých začátků. Byl výborný šachista, zajímal se o historii a ve svém oboru měl pověst profesionála: „Vždycky přišel včas. Vždycky znal text. Vždycky měl plno nápadů, co by se dalo udělat. Tvrdý na režiséry, kteří si řádně neudělali domácí úkoly. Ohleduplný ke kolegům hercům. S lidmi, kteří práci odbývali, neměl žádnou trpělivost. A nijak to nezastíral.“
Wayne byl silný kuřák, roku 1964 mu diagnostikovali rakovinu plic, přišel o část plíce a u namáhavějších výkonů musel během natáčení používat kyslíkovou masku. Podařilo se mu nemoc překonat, brzy po operaci se vrátil a dotočil hlavní roli ve filmu Synové Katie Elderové (Sons of Katie Elder, 1965). V lednu 1979 se rakovina vrátila. John Wayne zemřel 11. června 1979. Nápis na jeho náhrobku začíná úryvkem jeho rozhovoru z května 1971: „Nejdůležitější v životě je zítřek.“

## Film
Mezi lety 1926–1977 natočil 170 filmů, z nich bylo okolo 100 westernů.
- 1945 Dakota USA – role: John Devlin
- 1949 Bojovný muž z Kentucky (The Fighting Kentuckian) USA – role: John Breen
- 1957 Legenda o ztraceném (Legend of the Lost) USA / Itálie – role: Joe January
- 1970 Rio Lobo USA – role: plukovník Cord McNally
- 1975 Šerif Cogburn (Rooster Cogburn) USA – role: maršál Spojených států Reuben J. „Rooster“ Cogburn